# Animal Armageddon
Animal Armageddon ou Depois do Apocalipse é uma série de documentários norte-americana baseada em paleontologia, que foi ao ar de 12 de fevereiro a 24 de setembro de 2009, no canal Animal Planet. Todas as cenas pré-históricas são 100% criadas no Lightwave. Foi produzido pela Digital Ranch Productions. A projeção de computação gráfica ficou por conta de Radical3D.

## Episódios
| Primeira exibição       | Episódio | Título                | Extinção                                                       | Época | Animais                                                                                 | Resumo |
| ----------------------- | -------- | --------------------- | -------------------------------------------------------------- | --- | --------------------------------------------------------------------------------------- | --- |
| 12 de fevereiro de 2009 | 1        | "Raios gama"          | Extinção do Ordoviciano                                        | Ordoviciano-Siluriano                                                                                             | Isotelus Astraspis Cameroceras Nautiloide Megalograptus Amonite Acanthodian             | Uma explosão de raios gama mortal evidentemente dispara a primeira extinção em massa conhecida na história da Terra. Descreve como as comunidades marinhas (não havia vida terrestre neste momento) lidaram com a explosão de raios gama hipotética, alterando a composição da atmosfera e da estabilidade. |
| 19 de fevereiro de 2009 | 2        | "Inferno na terra"    | Extinção massiva do Devoniano                                  | Devoniano | Bothriolepis Cheirolepis Dunkleosteus Eusthenopteron Ichthyostega Materpiscis Tiktaalik | Uma explosão vulcânica apaga o sol, conduzindo a vida à extinção. Isso faz com que muitas erupções no mundo gerem vazamento de gases, fazendo o efeito estufa aumentar . . |
| 26 de fevereiro de 2009 | 3        | "Destruição total"    | Quetzalcoatlus Purgatorius Edmontosaurus Troodon Tyrannosaurus | Um cometa do tamanho do monte Everest está prestes a acabar com o reinado de 150 milhões de anos dos dinossauros. |                                                                                         | |
| 5 de março de 2009      | 4        | "Pânico no céu"       | Transição Cretáceo-Terciário                                   | Cretáceo | Tarbosaurus Tyranosaurus                                                                | Tsunamis, terremotos e uma chuva letal de destroços flamejantes anunciam a morte dos dinossauros. |
| 3 de setembro de 2009   | 5        | "O Grande Extermínio" | Extinção do Permiano-Triássico                                 | Permiano | 250,000–249,200                                                                         | 250 milhões de anos atrás as Trapes siberianas explodem em um vulcão ativo. A erupção das trapes siberianas causa estrago nos ecossistemas terrestres por ser colocado sob estresse grave devido à mudança climática severa causada por erupções de basalto, modificando a composição química da atmosfera. |
| 10 de setembro de 2009  | 6        | "Sufocado"            | Extinção do Triássico-Jurássico                                | Triássico | 200,000                                                                                 | Lava ardente, sufocando-a de calor e gases tóxicos, violentamente provocam uma extinção em massa há 200 milhões de anos, permitindo que os dinossauros assumam papel dominante. A primeira coisa a acontecer é que desencadeia violentas emissões de gases tóxicos e, em seguida, uma super nuvem de cinzas. 12000000 anos depois, Pangaea é preenchido com vulcões explodindo que se mantêm vomitando por meses, até 200 mil anos mais tarde. O narrador explica que os "dinossauros estão prontos para dominar o mundo". |
| 17 de setembro de 2009  | 7        | "Fogo e gelo"         | Extinção do Pleistoceno-Holoceno                               | Pleistoceno | 74–10                                                                                   | Este episódio explora a erupção do Lago Toba, 74.000 anos atrás, matando animais pré-históricos da ilha de Sumatra. O resultado final é um cobertor em massa de cinzas cobrindo Sumatra, Java, Vietnã e Índia, matando animais em todas as quatro áreas. |
| 24 de setembro de 2009  | 8        | "A próxima extinção"  | Futuro                                                         | Futuro não muito distante                                                                                         | ((Transição presente-futuro))                                                           | Este episódio explica que os seres humanos vão estar enfrentando uma extinção em massa no futuro. Quando um asteróide atinge Nova York, os seres humanos são obrigados a se esconder em cavernas subterrâneas em todo o planeta, uma referência ao filme Impacto Profundo. Poderá a raça humana sobreviver ao Apocalipse?? |

## Erros
- Os estauricossauros provavelmente não viveram em toda pangeia.
- Thrinaxodon não viveu no Permiano, conforme ilustrado em O Grande Extermínio. Mas o Procynosuchus, seu provável ancestral sim.
- Não foi provado que o responsável pela Extinção do Ordoviciano tenham sido os Raios-gama

## Criaturas
- Isotelus
- Astraspis
- Cameroceras
- Nautiloide(?)
- Megalograptus
- amonites (?)
- Acanthodian (?)
- Bothriolepis
- Cheirolepis
- Dunkleosteus
- Eusthenopteron
- Ichthyostega
- Materpiscis
- Tiktaalik
- Alamosaurus
- Cretoxyrhina
- Edmontosaurus
- Mosasaurus
- Protoceratops
- Purgatorius
- Quetzalcoatlus
- Tarbossauro
- Triceratops
- Tyrannosaurus
- Velociraptor
- Lystrosaurus
- Gorgonopsia (?)
- Thrinaxodon
- Proterosuchus
- Dicynodon
- Eudimorphodon
- Rutiodon
- Desmatosuchus
- Megazostrodon
- Estauricossauro
- Homo sapiens
- Elasmotherium
- Leopardo de sumatra (?)
- Gigantopithecus
- Estegodon
- Leão da caverna
- Mamute lanoso
- Pantera
- Troodon
- Deinosuchus
- Byronosaurus
- Rato (do tamanho de um cachorro grande).
- Barata (30 cm)
- Falcão (bem maior que os atuais, mas com o tamanho não identificado)